# فتاة (فلم 2018)
فتاة هو فيلم دراما من إخراج لوكاس دونت وبطولة فيكتور بولستر وآريه ورثالتر، عرض الفيلم لأول مرة في 12 مايو 2018 خلال مهرجان كان السينمائي 2018.